# Jablečný ocet
Jablečný ocet je ocet vyrobený z fermentované jablečné šťávy a využívá se v salátových dresincích, marinádách, potravinových konzervantech a čatní. Vyrábí se rozdrcením a vymačkáním jablek, do jejichž šťávy se pak přidají bakterie a kvasinky, které zahájí proces alkoholového kvašení. cukry se při něm přemění na alkohol. Ve druhém fermentačním kroku je alkohol přeměněn na ocet bakteriemi tvořícími kyselinu octovou (druhy Acetobacter). Kombinace kyseliny octové a kyseliny jablečné dává octu jeho kyselou chuť.
Přes tradici používání v lidové medicíně neexistují kvalitní klinické důkazy o tom, že by pravidelná konzumace jablečného octa pomáhala při udržování nebo snižování váhy nebo byla účinná při řízení hladiny glukózy a lipidů v krvi.

## Rizika
Ačkoli nízká spotřeba jablečného octa představuje nízké riziko, zejména pokud je zředěný, hlášené nežádoucí účinky zahrnují poškození jícnu, erozi zubní skloviny a nadměrné říhání nebo plynatost. Při kontaktu očí s octem je běžné podráždění a zarudnutí a může dojít k poranění rohovky. Použití octa jako roztoku na čištění uší nebo výplachu očí je nebezpečné. Ačkoli malé množství jablečného octa může být používáno k dochucování jídel, může být nebezpečný pro těhotné a kojící ženy a děti. Lidé s alergií na jablka mohou mít na jablečný ocet alergickou reakci.  Použití jablečného octa může způsobit nežádoucí interakce s některými léky, např. inzulinem nebo diuretiky.
Pokud se jablečný ocet používá jako domácí čisticí prostředek, neměl by se stejně jako jakýkoli jiný druh octa míchat s chlorovými bělicími prostředky. Jejich kombinace může vést k uvolnění plynného chloru a dráždit oči a dýchací cesty.